# Индуизм в Малайзии

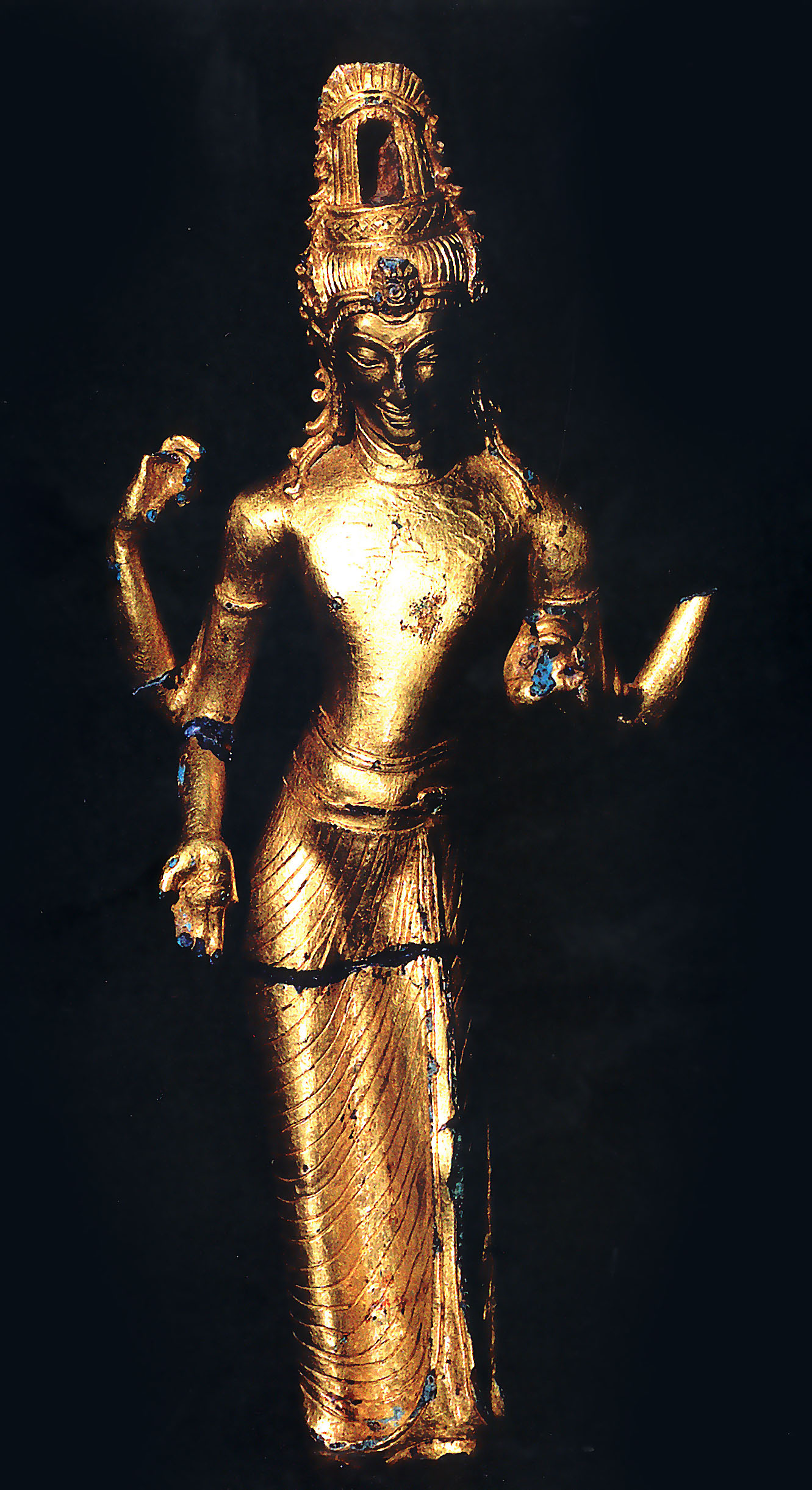
Золотая статуя Авалокитешвары периода Шривиджаянской империи

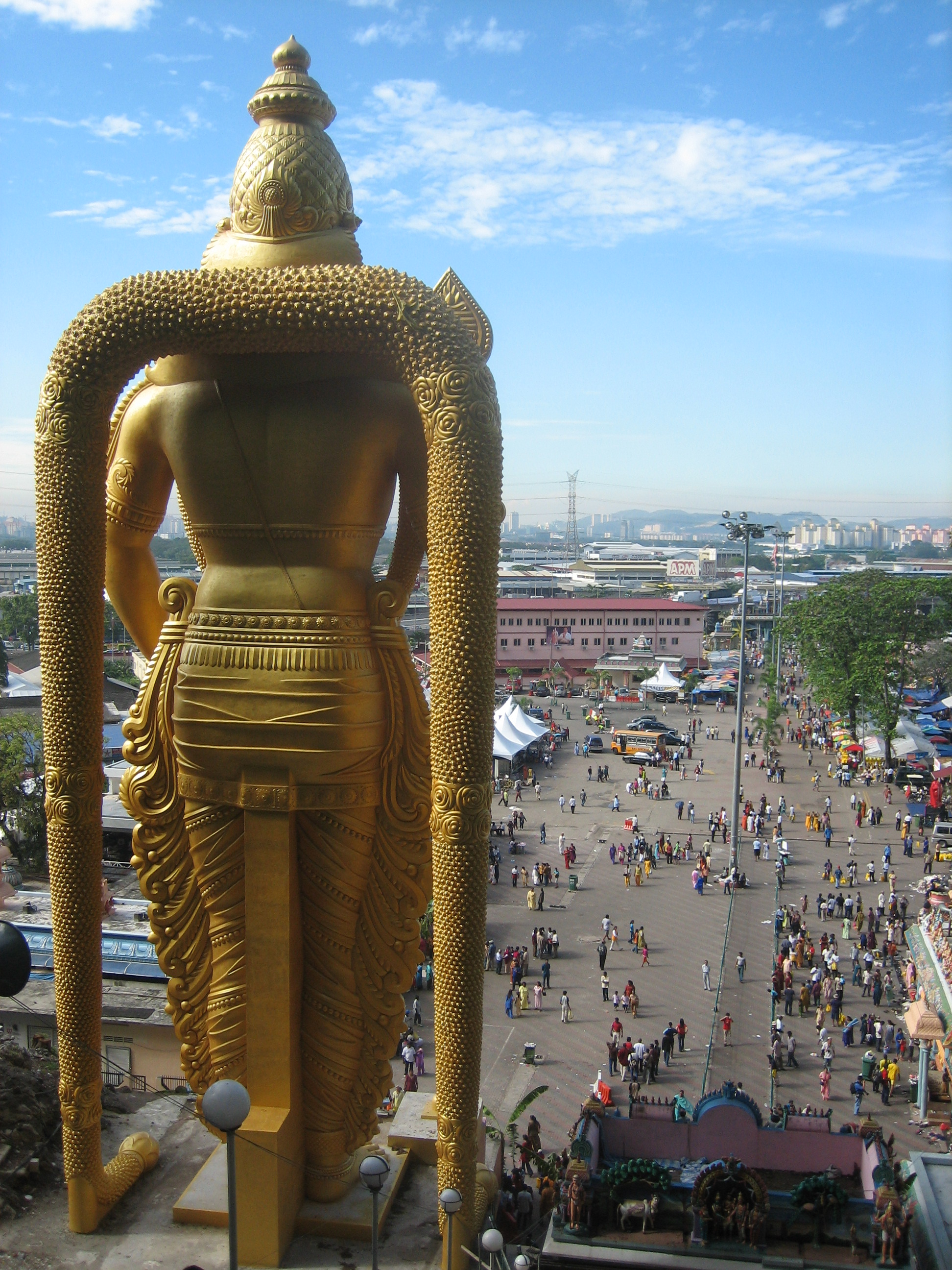
Статуя Муругана

Индуизм в Малайзии исповедует 5,4 % населения, что составляет 76 % от общего числа проживающих в Малайзии этнических индийцев, большинство из которых являются тамилами из индийского штата Тамилнад.

## История
Подобно коренным обитателям Индонезийского архипелага, до прихода буддизма, индуизма, а затем ислама, малайцы практиковали анимизм. На территорию современной Малайзии индуизм впервые проник по крайней мере 1700 лет назад, вместе с индийскими купцами. Бурная торговля с Индией привела в контакт с индуизмом жителей прибрежных регионов. В результате, широкое распространение получили индуизм, индийские культурные традиции и санскрит. Возводились храмы в индуистском архитектурном стиле, местные правители называли себя раджами.
Всё это привело к появлению на территории Малайского полуострова таких индуистских царств, как Гангга Негара (II век), Лангкасука (II век) и Кедах (IV век). В период с VII по XIII века многие из этих маленьких и процветающих государств вошли в состав Империи Шривиджая — великого индуистского малайского царства со столицей в Палембанге на острове Суматра.
В конце XIX — начале XX века в Британскую Малайзию прибыло большое количество индийских поселенцев, преимущественно из Тамилнада.

## Современное состояние
Среди индуистов Малайзии распространено поклонение местным божествам. Традицией с наибольшим количеством последователей является шиваизм, но много также и вайшнавов. Достаточно сильно присутствие Международного общества сознания Кришны (ИСККОН), которое имеет храмы и проповеднические центры в ряде городов и ежегодно проводит в разных городах страны 10-12 фестивалей Ратха-ятра. В Малайзии также имеются последователи традиции шри-вайшнавизма и Сатья Саи Бабы.
В марте 1998 года в Пенанге произошли столкновения на религиозной почве между индуистами и мусульманами. В результате, правительство Малайзии постановило прекратить деятельность индуистских храмов, не имеющих лицензии на функционирование. В период с апреля по май 2006 года под этим предлогом малайские власти снесли ряд индуистских храмов. В частности, 11 мая 2006 года городские власти г. Куала-Лумпур разрушили 90-летний индуистский храм, удовлетворявший духовные нужды более чем 3000 индуистов. Растущая исламизация Малайзии вызывает озабоченность индуистов и других религиозных меньшинств. В частности, критикуются законы, поощряющие обращение в ислам.